# Cmentarz żydowski w Poddębicach
Cmentarz żydowski w Poddębicach – żydowska nekropolia znajdująca się we wschodniej części Poddębic przy ul. Łódzkiej 101, w pobliżu cmentarza ewangelickiego.
Data powstania cmentarza jest nieznana. Na cmentarzu o powierzchni 1,3 ha zachowało się jedynie kilka nagrobków, w tym część w lapidarium. Teren nekropolii jest ogrodzony, ale został mocno zdewastowany przez Niemców w czasie okupacji.
W 1992 roku poddębiccy Żydzi zamieszkali za granicą wystawili pomnik ku czci ofiar Holocaustu. Widnieje na nim napis w językach hebrajskim i polskim:

Ku wiecznej pamięci zmarłym i zaginionym Poddębiczanie z Izraela i świata – 1.6.1992

Obecnie cmentarz otoczony jest opieką przez Stowarzyszenie Żydów Poddębickich w Izraelu i Ameryce.
W wyniku prac archeologicznych, prowadzonych w 2013 roku na poddębickim rynku, odnaleziono około 400 macew i ich fragmentów, wykorzystanych w 1943 roku do budowy zbiornika przeciwpożarowego. Odnalezione macewy trafiły na kirkut.